# Hellmut Walter Brann
Hellmut Walter Brann (* 7. Mai 1903 in Berlin; † 9. Februar 1978 in Takoma Park) war ein deutschamerikanischer Schriftsteller und Journalist.

## Leben
Hellmut Brann war ein Sohn des Getreidehändlers Martin Brann und der Hedwig Pincuss. Seine Schwester Eva Friede wurde Psychiaterin. 
Er besuchte das Fichte-Gymnasium und studierte von 1921 bis 1926 Philosophie, Geschichte und Nationalökonomie in Heidelberg, Zürich und an der Deutschen Hochschule für Politik in Berlin und wurde 1926 an der Friedrich-Wilhelms-Universität zu Berlin bei Max Dessoir promoviert. Von 1926 bis 1932 war er als Dozent für Philosophie und Psychologie tätig.
Er legte 1932 das Staatsexamen ab und wurde Studienreferendar am Viktoria-Gymnasium in Potsdam. 1933 emigrierte er nach Paris, wo er unter anderem als Redakteur bei der Zeitschrift Sozialistische Warte arbeitete, die Jahre 1939 und 1940 verbrachte er in einem Internierungslager in Südfrankreich, bevor er 1941 über Spanien und Portugal in die USA floh.
1941 wurde er Assistent an der Columbia University und 1943 Deutsch-Dozent an der Rutgers University. Ab 1945 war für die New Yorker Staats-Zeitung tätig. 1952 wurde er Bibliothekar an der Armed Forces Medical Library in Washington. Ab 1967 wirkte er als freier Journalist und war Film-, Theater- und Musikkritiker.

## Schriften (Auswahl)
- Das Weib in Weiningers Geschlechtscharakterologie, A. Marcus und E. Weber, Bonn, 1924, OCLC 163499174.
- Rousseaus Einfluss auf die Hegelsche Staatsphilosophie in ihrer Entwicklung und Vollendung. Pierer, Altenburg 1926, OCLC 175112970.
- Bewerbungsbriefe, die Erfolg versprechen!, H. A. Blum, Hamburg, 1930, OCLC 72846189.
- Nietzsche und die Frauen. Meiner, 1931[3]; 2. verbesserte Auflage: Bouvier, 1978, ISBN 3-416-01359-X.
- Schopenhauer und das Judentum, Bouvier, 1975, ISBN 3-416-01023-X. archive.org